# Podlesie (gmina Wodzisław)
Podlesie – wieś w Polsce, położona w województwie świętokrzyskim, w powiecie jędrzejowskim, w gminie Wodzisław.
| SIMC    | Nazwa    | Rodzaj     |
| ------- | -------- | ---------- |
| 0279410 | Gielówki | przysiółek |
| 1016687 | Średnica | kolonia    |

W latach 1975–1998 miejscowość należała administracyjnie do województwa kieleckiego.